# Ioánnis Gennimatás
Ioánnis Gennimatás (grec moderne : Ιωάννης Γεννηματάς) né en 1910 à Gýthio et mort le 10 mai 1981 à Athènes est un militaire et homme politique grec.
Chef d'état-major en 1964-1965 et farouchement royaliste, il s'oppose au Gouvernement de Geórgios Papandréou et au Ministre des armées Pétros Garoufaliás. La crise finit par mener à l'apostasie de 1965.